# Lemnalia terminalis
Lemnalia terminalis is een zachte koraalsoort uit de familie Nephtheidae. De koraalsoort komt uit het geslacht Lemnalia. Lemnalia terminalis werd in 1833 voor het eerst wetenschappelijk beschreven door Quoy & Gaimard. 